# Севчук Лаксманна
Севчук Лаксманна (лат. Onconotus laxmanni) — вид прямокрылых насекомых из семейства настоящих кузнечиков. Видовое название дано в честь русского естествоиспытателя, ботаника, путешественника и исследователя Сибири — Эрика Лаксмана (1737—1796).

## Описание
Кузнечик с грузным массивным телом, не умеющий летать и прыгать. Длина тела 20 — 35 мм. Окраска рыже-коричневая, с примесями землистого цвета. Переднеспинка грубо морщинистая с ямкой посредине и с зубчиками по заднему краю. Её форма почти прямоугольная. Боковые края переднеспинки (в профиль) почти прямые. Надкрылья самца укороченные, слегка выдаются из-под переднеспинки, с хорошо заметным звуковым аппаратом. Самки обладают рудиментарными надкрыльями, без звукового аппарата. Крыльев нет. Стрекочут только самцы. Задние ноги прыгательные. Яйцеклад длинный, вздутый у основания.

## Ареал и местообитание
Эндемик степной зоны. Населяет разнотравно-дерновинно-злаковых степи с преобладанием злаковых растений, старые залежи с полностью восстановившимся растительным покровом; порой встречается в ковыльно-типчаковых и луговостепных стациях. Во время периода размножения насекомые предпочитают увлажнённые и затенённые склоны обязательно по близости от источников влаги, которыми могут быть временные, пересыхающие и высыхающие водоёмы.
Встречается в степях Предкавказья, также в Казахстане. В южной части Западной Сибири этот вид населяет степные ксерофильные стации. В России обитает на территории Саратовской области вид обнаружен в Хвалынском, Марксовском Вольском, Пугачёвском, Саратовском, Лысогорском, Красноармейском и Краснопартизанском районах на участках степной растительности. Также отмечен на территории Пензенской и Тамбовской областей.

## Биология
В дневное время личинки и имаго скрываются в углублениях и трещинах почвы, норах грызунов или в густом растительном покрове. Кузнечик ведет ночной образ жизни, его активность повышается с наступление темноты.
Питается преимущественно растительной пищей. Личинки питаются сочными частыми бобовых и злаковых. Имаго питаются выедая незрелые семянки из колосков различных видов злаков, нередко поедают также мелких насекомых, отмечается и каннибализм.
Развитие продолжается один год. Зимуют яйца, которые могут впадать в эмбриональную диапаузу, длящуюся 3-5 лет. Личинки обычно появляются в мае. После 5 линек, к июлю они становятся половозрелыми. После спаривания, самки откладывают овальной формы светло-жёлтые яйца по 4-6 штук за один раз, неглубоко в почву. Одна самка всего откладывает примерно 50-70 яиц. В августе-сентябре имаго погибают.

## Численность
В начале XX века вид ещё был распространённым представителем целинных степей. Численность снижается из-за разрушения природных местообитаний, вследствие распашки целины, выпаса скота, применения инсектицидов.

## Охрана
Занесён в Красную книгу Саратовской области, Тамбовской области.